# Loket (district de Benešov)
Pour les articles homonymes, voir Loket.
Loket est une commune du district de Benešov, dans la région de Bohême-Centrale, en République tchèque. Sa population s'élevait à 580 habitants en 2020.

## Géographie
Loket se trouve à 10 km au sud de Zruč nad Sázavou, à 35 km à l'est-sud-est de Benešov et à 68 km au sud-est de Prague.
La commune est limitée par Horka II et Vlastějovice au nord, par Hněvkovice à l'est, par Dolní Kralovice au sud, et par Bernartice à l'ouest.

## Histoire
La première mention écrite de la localité date de 1352.

## Administration
La commune se compose de huit quartiers :
- Loket
- Alberovice
- Bezděkov
- Brzotice
- Kačerov
- Němčice
- Radíkovice
- Všebořice